# Dreamboat Annie Live
Dreamboat Annie Live es un álbum en vivo de la banda estadounidense Heart, lanzado en octubre de 2007, que contiene las diez canciones completas del álbum debut de la banda, Dreamboat Annie, más algunos covers de bandas como Led Zeppelin, Pink Floyd y The Who.

## Lista de canciones
Todas escritas por Ann Wilson y Nancy Wilson, excepto donde se indica.
1. "Magic Man" - 5:52
2. "Dreamboat Annie (Fantasy Child)" - 1:23
3. "Crazy on You" - 4:42
4. "Soul of the Sea" - 6:34
5. "Dreamboat Annie" - 2:48
6. "White Lightning and Wine" - 3:38
7. "(Love Me Like Music) I'll Be Your Song" - 3:38
8. "Sing Child" (A. Wilson, N. Wilson, Roger Fisher, Steve Fossen) - 4:15
9. "How Deep It Goes" (A. Wilson) - 4:31
10. "Dreamboat Annie (Reprise)" - 4:15
11. "Mistral Wind" (A. Wilson, N. Wilson, Sue Ennis, Fisher) - 8:24
12. "Goodbye Blue Sky" (Roger Waters) - 3:54
13. "Black Dog" (John Paul Jones, Jimmy Page, Robert Plant) - 4:51
14. "Misty Mountain Hop" (Jones, Page, Plant) - 5:01
15. "Love, Reign o'er Me" (Pete Townshend) - 6:54

## Personal
- Ann Wilson – voz
- Nancy Wilson - guitarras
- Craig Bartock – guitarras
- Debbie Shair - teclados
- Ric Markmann – bajo
- Ben Smith – batería